# Lofotakvariet

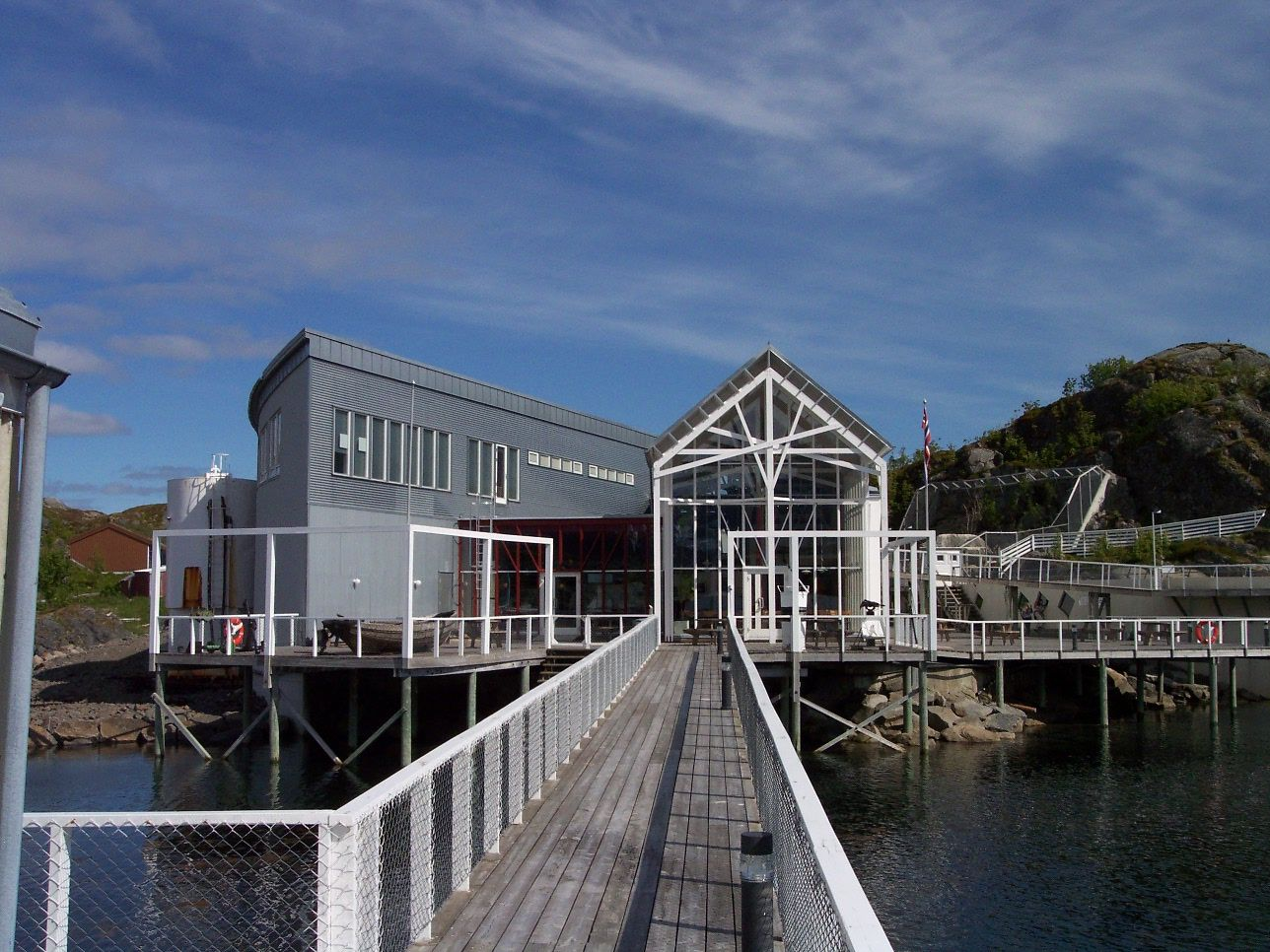
Lofotakvariet

Das Lofotakvariet (deutsch so viel wie Lofotenaquarium) ist ein Aquarium in Kabelvåg (Norwegen). Es liegt etwa 1 km westlich des Hauptortes direkt am Meer. 
Das erste Aquarium wurde 1931 gegründet und blieb bis 1985 in Betrieb, dann musste es, in die Jahre gekommen, aus Sicherheitsgründen geschlossen werden. Der daraufhin errichtete Neubau wurde dann 1989 eröffnet.
Das Aquarium bleibt in den Monaten Dezember und Januar geschlossen, den Rest des Jahres ist es täglich geöffnet, am längsten während der Sommermonate von Anfang Juni bis Ende August. Die Besucherzahl liegt bei etwa 50.000 pro Jahr.
Schwerpunkt des Aquariums sind die Meeresbewohner des Nordmeeres. Unter anderem kann man dort auch den Skrei sehen, seit vielen Jahrhunderten der Brot- und Butterfisch auf den Inseln von Lofoten und Vesterålen. Aufgrund seiner außerordentlichen Bedeutung für die Region soll er in Kabelvåg bis 2026 gar ein eigenes Museum erhalten. 
Das Aquarium verfügt über 23 einzelne Becken und zu Forschungszwecken wird auch eine Fischfarm betrieben, die interessierten Besuchern die norwegische Aquakultur mit Modellkäfigen näher erklärt.

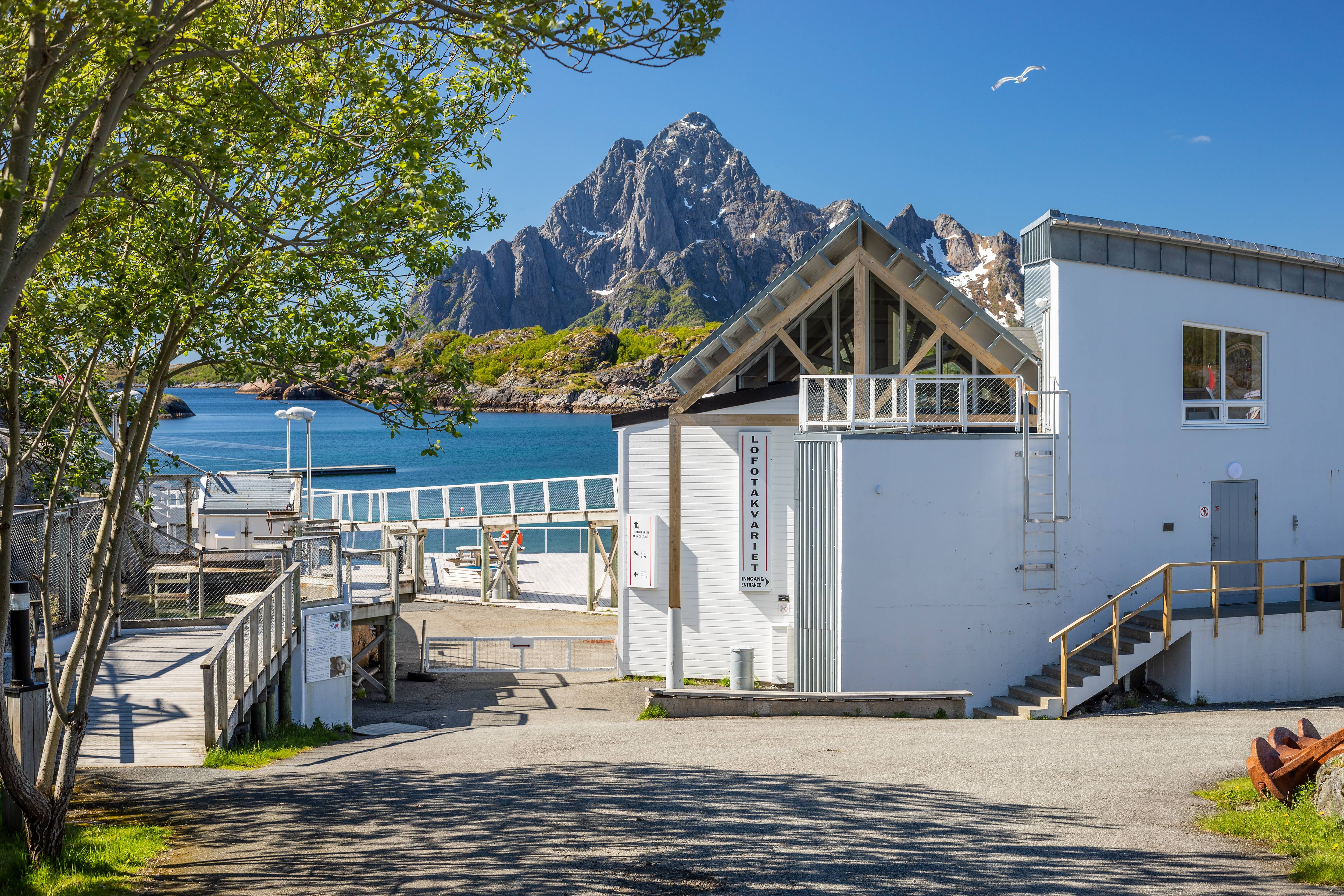
Eingangsbereich des Lofotakvariets

Als besondere Attraktion gilt neben dem Großfischaquarium ein Seehund- und ein Otterbecken mit einer täglichen Fütterung als Attraktion für die Besucher. In der Ausstellung „Das Meer – die große Schatzkiste“ werden zusätzlich die drei wichtigen norwegischen Wirtschaftszweige Fischerei, Aquakultur und Erdöl zusammenfassend dargestellt. Seit 2021 zeigt das Aquarium auch eine Ausstellung über Kaltwasserkorallen. Bei Korallen denken viele an das Great Barrier Reef in Australien und andere tropische Gewässer. Doch es gibt Korallen auch im kalten Wasser und das größte Kaltwasserkorallenriff der Erde, Røstrevet, befindet sich nur unweit von hier am Südende der Lofoten, etwa 100 Kilometer westlich der Inseln des Røstøyan-Archipels im Nordmeer gelegen.